# Janusz Ballenstedt
Janusz Ballenstedt (ur. 5 marca 1921 w Poznaniu, zm. 8 stycznia 2005 w Dannemois) – polski architekt, publicysta, wykładowca i teoretyk architektury.

## Życiorys
Był synem Adama Ballenstedta i Marii Wiewiórowskiej. W 1939 ukończył Liceum w Poznaniu. Brał udział w kampanii wrześniowej jako ochotnik w taborach 15. Pułku Ułanów. W 1940 po wysiedleniu rodziny przez Niemców przeniósł się do Krakowa, gdzie pracował jako technik w Dyrekcji Kolei Wschodnich. Maturę zdał jako eksternista w 1945. Studiował architekturę na Politechnice Krakowskiej, którą ukończył w 1949.
Zmarł 8 stycznia 2005 roku w Dannemois. Pochowany na Cmentarzu Junikowo w Poznaniu.

## Kariera zawodowa
W latach 1947–1951 był asystentem na Wydziale Architektury Politechniki Krakowskiej.
Od 1960 pracował jako wykładowca na Akademii Sztuk Pięknych w Krakowie, gdzie prowadził wykłady z historii i teorii architektury oraz historii kultury europejskiej.
Na przełomie lat 1949–1950 przebywał we Francji jako stypendysta rządu francuskiego. W 1950 r. w Paryżu urządził wystawę prac własnych.
W latach 1948–1950 zatrudniony jako projektant w Centralnym Biurze Projektów Budownictwa Przemysłu Węglowego oraz w Centralnym Biurze Projektów Architektonicznych i Budowlanych tamże.
Od 1951 pracował w Biurze Projektowym Budownictwa Ogólnego „Miastoprojekt” w Krakowie. Należał m.in. do zespołu architektów projektujących Nową Hutę.
W latach 1952–1959 jako członek Związku Polskich Artystów Plastyków, podjął własną wolną praktykę projektując i kierując realizacjami licznych wystaw w kraju i zagranicą.
W 1962 otworzył przewód doktorski pod kierunkiem prof. Juliusza Żórawskiego na Wydziale Architektury Politechniki Krakowskiej, którego nigdy nie sfinalizował.
W 1964 został zaangażowany do zorganizowania IV Katedry Form Funkcjonalnych Wydziału Malarstwa i Grafiki ASP w Krakowie - Oddział Grafiki w Katowicach. Opracował szczegółowy program dydaktyczny nowego kierunku nauczania oraz zaprojektował pawilon wydziału.
W 1970 wyjechał na stałe do Francji, gdzie rozpoczął pracę projektową i wykładał historię architektury europejskiej na Ecole Speciale d’Architecture.

## Projekty i realizacje[1][2][3][4]
Projektował i realizował obiekty dla górnictwa węglowego oraz obiekty użyteczności publicznej. Brał udział w konkursach architektonicznych.
- Centrum Administracyjne Kombinatu Nowa Huta (współautorzy – Marta Ingarden i Janusz Ingarden (1950–1955)
- Gmach Biura Studiów i Projektów Górniczych, Katowice, Pl. Grunwaldzki (przed 1960)
- projekt rozbudowy siedziby Centralnego Zarządu Przemysłu Węglowego w Katowicach (1948)
- projekt biurowca Centralnego Zarządu Biur Projektowo-Montażowych w Katowicach (1949)
- projekt Poczty Głównej w Zakopanem (1958)
- projekt kościoła w Zawoi (1958)
- trzy domy mieszkalne na Krupówkach w Zakopanem (1959)
- wnętrza Miejskiego Domu Kultury „Kazimierz” w Sosnowcu (freski, sgraffita, rzeźba, współpraca Bogdan Kotarba) (1962–1966)
- projekt pawilonu dla Ministerstwa Chemii (1962)
- projekt zagospodarowania terenów Głównego Instytutu Paliw Naturalnych w Katowicach (1949)
- projekt zbiornika wody w Lasku Wolskim w Krakowie (1960)
- typowy projekt cechowni (łupina żelbetowa 30 x 30 m) (1951)
- fabryka w Avallon (Francja)
- fabryka w Auby (Francja)
- projekt żyrandoli w kościele w Kętrzynie
- projekt wnętrza PAST-y w Warszawie

Projekty wystawiennicze
- Wystawa Jubileuszowa Mikołaja Kopernika w Collegium Maius Uniwersytetu Jagiellońskiego w Krakowie (1953)
- Wystawa Jubileuszowa Stanisława Wyspiańskiego w Muzeum Narodowym w Krakowie (1957)
- Wystawa Państwowego Muzeum Auschwitz-Birkenau w Oświęcimiu
- projekty zagranicznych wystaw sztuki polskiej w Montevideo, Hamburgu, Pekinie, Belgradzie, Tokio, Londynie i Wenecji

Projekty konkursowe
- pawilon na Światowej Wystawie w Brukseli – EXPO-58, IV nagroda (1956)
- Centrum Kulturalne w Leopoldville (1958)
- Trinity College Library w Dublinie (1960)
- Teatr w Lublinie (współpraca – Jan Krug) (1959)
- Dom Towarowy w Gdyni (1961)

## Dorobek naukowy
Był cenionym dydaktykiem. Apologetą Le Corbusiera i Juliusza Żórawskiego, znanym publicystą i krytykiem architektury. Publikował na łamach czasopism, m.in.: „Architektura”, „Fundamenty”, „Teka Komisji Urbanistyki i Architektury”, „Kwartalnik Architektury i Urbanistyki”.

### Monografia
- Architektura. Historia i teoria, Warszawa–Poznań: Wydawnictwo Naukowe PWN, 2000, ss. 664, ISBN 83-01-13146-2.

### Ważniejsze artykuły
- Teoria minimum w architekturze / Theory of the minimum in architecture, „Teka Komisji Urbanistyki i Architektury”, T. XLV, 2017, s. 29–74, ISSN 0079-3450.

## Stowarzyszenia
- Stowarzyszenie Architektów Polskich, Oddział w Krakowie (od 1979)
- Związek Polskich Artystów Plastyków

## Życie prywatne
Dwukrotnie żonaty. W 1944 poślubił Halinę Mikołajską (rozwód 1948), w 1958 Marię Kościałkowską (1922–2020). Mieszkał w Krakowie przy ul. Długiej 32/16. Jego stryjem był Lucjan Ballenstedt.

## Galeria zdjęć

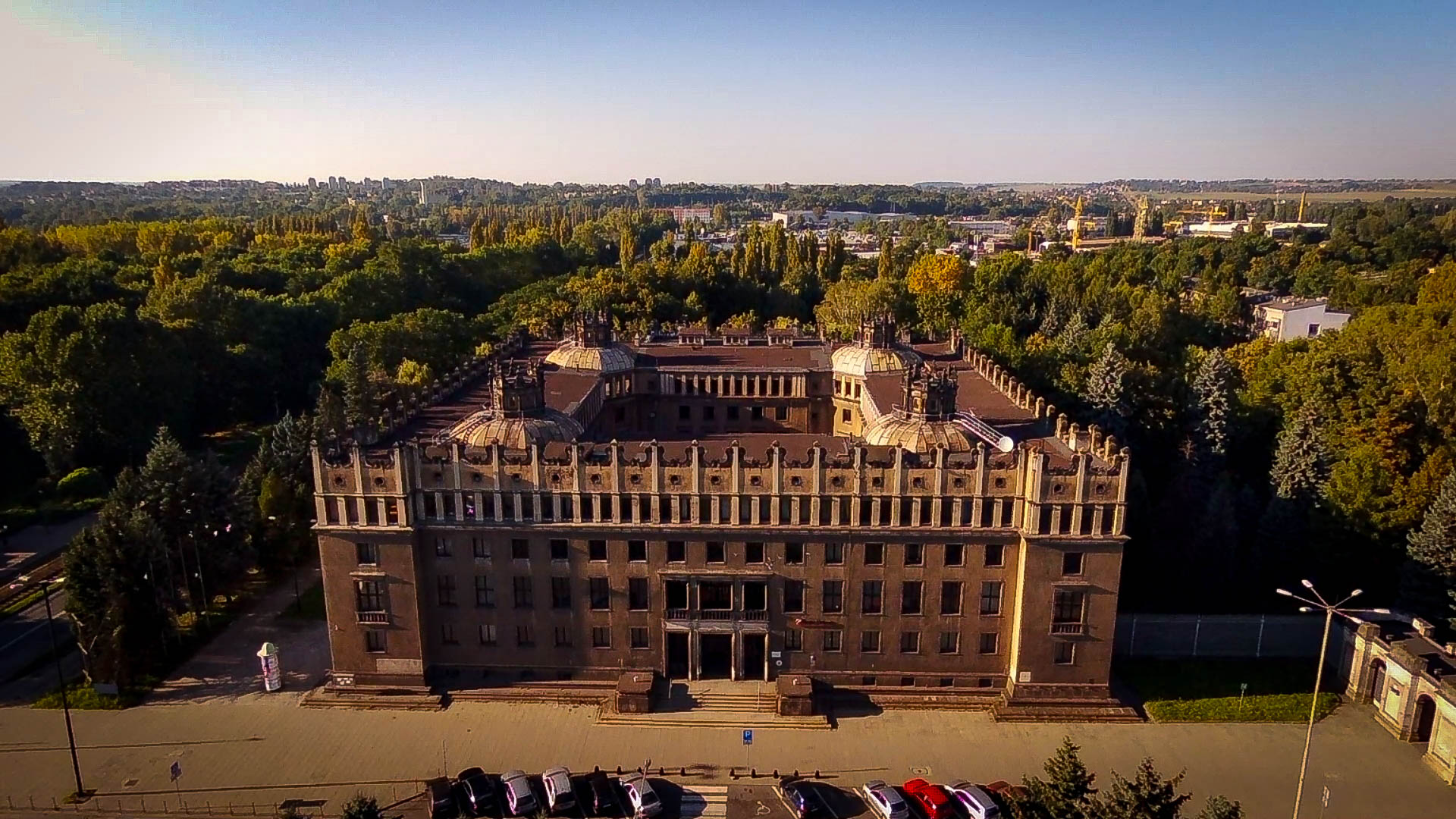
Centrum administracyjne Kombinatu „Nowa Huta” w Krakowie (2016)
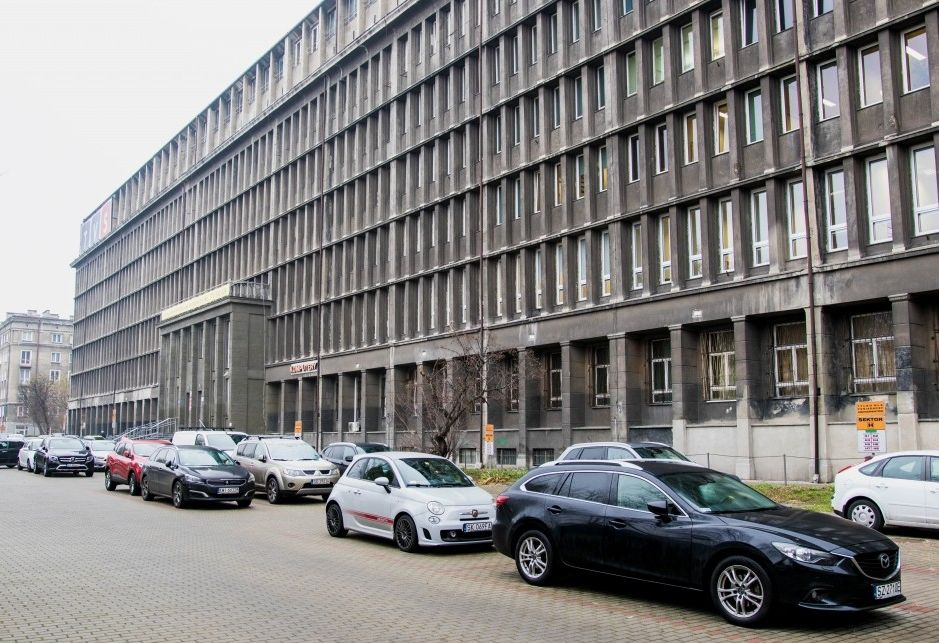
Gmach Biura Studiów i Projektów Górniczych w Katowicach, pl. Grunwaldzki (2016)
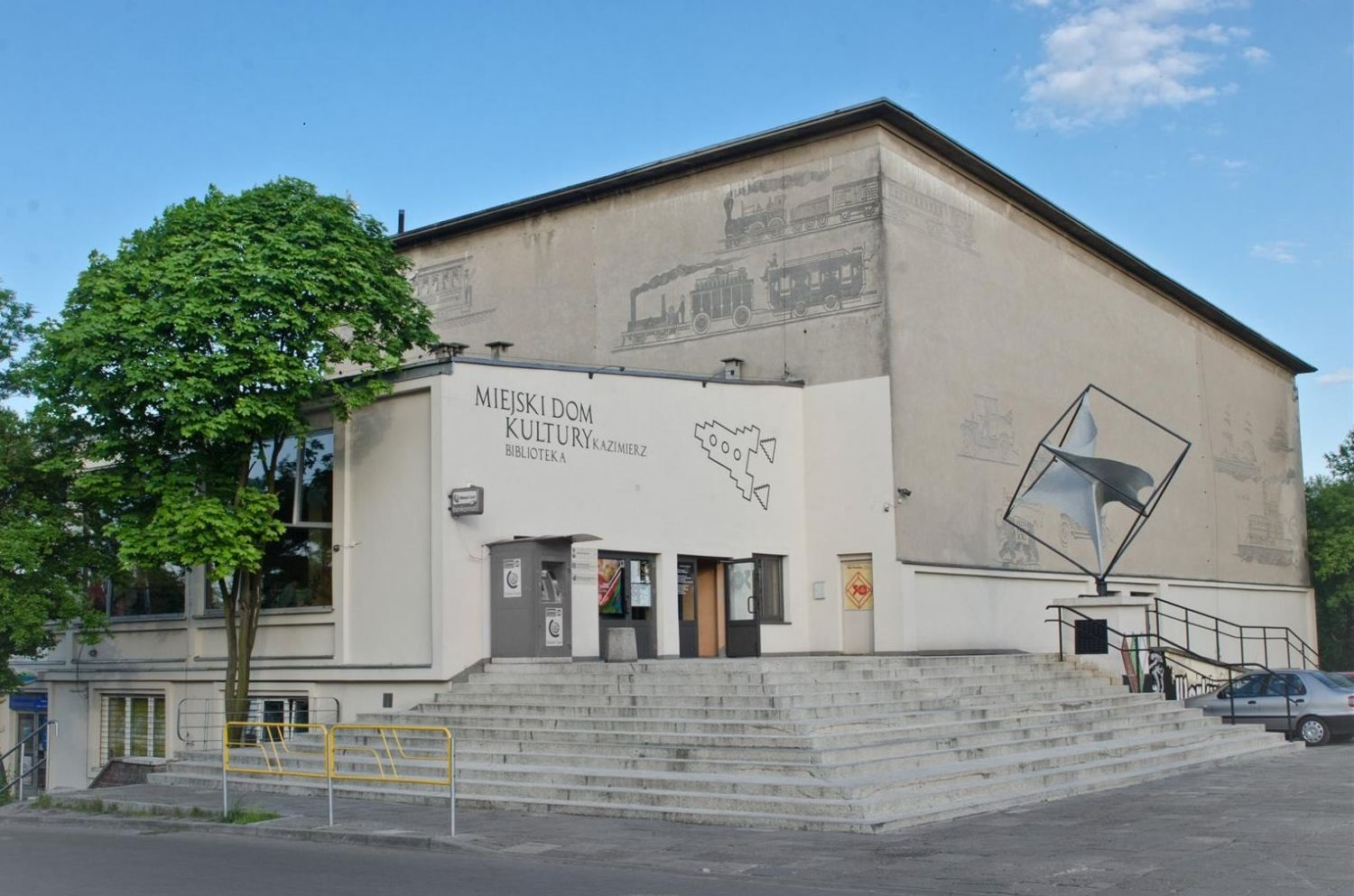
Dom Kultury „Kazimierz” w Sosnowcu (2016)